# Chesneya
Chesneya é um género botânico pertencente à família Fabaceae.